# Seria międzywydawnicza
Seria międzywydawnicza – seria wydawnicza, w której poszczególne tomy ukazują się nakładem więcej niż jednego wydawcy.
Lucjan Biliński pisze, że w okresie PRL przedsięwzięcia międzywydawnicze „przyczyniały się do powstawania dużych, niekiedy wręcz masowych, nakładów”. Autor wspomina także, że tego typu serie obejmują „wartościowe i poszukiwane na rynku czytelniczym tytuły”. Potwierdza to Elżbieta Jamróz-Stolarska, pisząc, że serie międzywydawnicze były atrakcyjne, „ponieważ dawały możliwość publikowania poszczególnych tytułów w niezwykle wysokich nakładach” (niektóre pozycje nawet do 200 tys. egz.). 
W przypadku serii „Biblioteka Młodych”, którą utworzono z okazji 30-lecia PRL, inicjatorem był państwowy Naczelny Zarząd Wydawnictw, a „listę tytułów typowała specjalna komisja, w której skład wchodzili m .in. przedstawiciele organizacji młodzieżowych oraz Ministerstwa Oświaty i Wychowania”. Koordynatorem serii było wydawnictwo „Nasza Księgarnia”, a pozycje wydawały takie oficyny, jak: „Czytelnik”, Młodzieżowa Agencja Wydawnicza, Wydawnictwo Harcerskie Horyzonty, Wydawnictwo Poznańskie, Wydawnictwo Lubelskie, Ludowa Spółdzielnia Wydawnicza, Wydawnictwo „Śląsk”, Wydawnictwo Iskry, Wydawnictwo MON.
Z kolei „Biblioteka Literatury Faktu XXX-lecia” prezentowała teksty najwybitniejszych twórców polskiego reportażu.
Czysto propagandową inicjatywą wydaje się dziś seria „Biblioteka Zwycięstwa”, nie tylko międzywydawnicza, ale nawet międzynarodowa, w ramach której oficyny krajów bloku wschodniego wydawały „najwybitniejsze książki powstałe w krajach socjalistycznych w okresie powojennym, poświęcone tematyce antyhitlerowskiej”.
W okresie III RP powstała seria „Kanon na koniec wieku”, w której wyboru wydanych pozycji dokonali uczestnicy plebiscytu zorganizowanego przez dziennik „Rzeczpospolita”.

## Polskie serie międzywydawnicze
- Biblioteka Klasyki Polskiej i Obcej
- Biblioteka Młodych
- Biblioteka Literatury XXX-lecia
- Biblioteka Literatury Faktu XXX-lecia
- Biblioteka Powszechna
- Klasyka Młodych
- Kolekcja Polskiej Literatury Współczesnej
- Kanon na koniec wieku

Źródła: Zarys rozwoju ruchu wydawniczego [...] , Serie literackie dla dzieci i młodzieży [...] 